# Velká kometa z roku 1577
Velká kometa z roku 1577 (oficiální název: C/1577 V1) byla kometa, která proletěla okolo Země v roce 1577. Pozorovali ji lidé v celé Evropě, včetně slavného dánského astronom Tychona Braheho a tureckého astronoma Takího ad-Dína. Ze svých pozorování komety Brahe zjistil, že komety a podobné objekty prolétají za hranicí zemské atmosféry.
V současnosti se soudí, že kometa se nachází přibližně 320 AU od Slunce, podle analýzy pozorování Braheho trvající 74 dnů (ve dnech 13. listopadu 1577 až 26. ledna 1578).

## Pozorování Brahem a dalšími

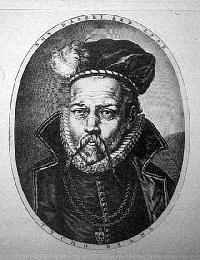
Tycho Brahe.

Tycho Brahe, je považován za prvního, kdo kometu spatřil krátce před západem slunce 13. listopadu, poté, co se vracel po celém dni rybaření. V každém případě byl nejfundovanějším pozorovatelem, jenž zdokumentoval průlet komety.
Záznamy nalezené v jednom z Braheových zápisníků poukazuje na to, že kometa zřejmě putovala směrem k Venuši. Tyto záznamy zobrazují Zemi uprostřed Sluneční soustavy, se Sluncem a Měsícem na oběžné dráze a dalšími planetami, obíhajícími okolo Slunce, přesto, že v té době již existoval model, který popisoval heliocentristickou představu světa.